# Acid etacrinic
Acidul etacrinic, C13H12C12O4, este un derivat de acid fenoxiacetic, face parte din grupa diureticelor de ansă (împreună cu furosemida, și bumetanid) cu acțiune puternică diuretică, folosit pentru tratamentul de urgență al edemelor. În general se folosește la bolnavii refractari la alte diuretice, putând provoca eliminări masive de apă în 24 h.

## Farmacologie
Derivat de acid fenoxiacetic, are o absorbție digestivă bună, procentul legarii de proteine plasmatice 80-90%. Se elimină prin bilă 30% și prin urină 70% (parte nemodificat, parte conjugat cu cisteina).
Acțiunea sa este asemănătoare cu a furosemidului, însă de mai scurtă durată și mai intensă. Acțiunea se instalează după circa 30 min de la administrare iar efectul durează cam 6 ore.

## Cai de administrare
- oral sub forma de comprimate în cazul tratamentului inițial
- în urgență i.v lent 0,5-1mg/kg corp, dizolvate în ser glucozat 5%, sau în clorură de sodiu 0,9%

## Efecte adverse
- scade volumul lichidului extracelular, cu apariția alcalozei
- hipokaliemie
- hiperuricemie (atenta monitorizare la gutoși)

## Contraindicații
- alcaloză
- sarcină
- diabet

## Interacțiuni
- potențează ototoxicitatea antibioticelor aminoglicozidice
- potențează activitatea digitalicelor
- crește toxicitatea antidepresivelor pe bază de litiu